# Martin Handford
Martin Handford (Hampstead, Inglaterra, 27 de septiembre de 1956) es un autor de libros infantiles e ilustrador británico que ganó fama mundial en la segunda mitad de los años ochenta con los títulos de ¿Dónde está Wally? (Waldo en Norteamérica).
Martin Handford trabajó ilustrando multitudes para clientes que le pagaban por ello. Poco después, se le pidió que dibujara un personaje peculiar. Tras mucho pensar, tuvo de la idea, en 1986, de Wally, un viajero alrededor del mundo y a través de tiempo, que siempre vestía de la misma forma, en blanco y rojo. Wally luego empezó a estar acompañado del Mago Barbablanca, el cual le ayudaba en sus viajes, Wenda, una chica que vestía de forma similar a él, y por Odlaw, una especie de Wally malhechor, vestido de negro y amarillo.
Recibió cierto reconocimiento cuando sus obras se distribuyeron en 28 países diferentes. Empezando en 1987, Handford produjo un total de seis títulos principales, pero el personaje apareció en muchos otros soportes, como cuadernos, almohadas, pósteres, videojuegos, libros de pasatiempos, y muchos otros. Llegó a haber incluso una tira cómica y una serie animada sobre el personaje.
Handford es un dibujante metódico y diligente hasta el punto de que una de sus ilustraciones a dos caras puede tomarle hasta ocho semanas. 
Los libros de Wally fueron editados en Hong Kong y publicados para Handford por Candlewick Press en Cambridge (Massachusetts).
- Datos: Q2532830
- Multimedia: Martin Handford / Q2532830